# Солтілло (Індіана)
Солтілло (англ. Saltillo) — місто (англ. town) в США, в окрузі Вашингтон штату Індіана. Населення — 94 особи (2020).

## Географія
Солтілло розташоване за координатами 38°39′55″ пн. ш. 86°17′51″ зх. д. / 38.66528° пн. ш. 86.29750° зх. д. (38.665225, -86.297484).  За даними Бюро перепису населення США в 2010 році місто мало площу 2,99 км², з яких 2,98 км² — суходіл та 0,01 км² — водойми.

## Демографія
Згідно з переписом 2010 року, у місті мешкали 92 особи в 42 домогосподарствах у складі 29 родин. Густота населення становила 31 особа/км².  Було 50 помешкань (17/км²).
Расовий склад населення:
| - 98,9 % — білих - 1,1 % — осіб інших рас |

До двох чи більше рас належало 0,0 %. Частка іспаномовних становила 1,1 % від усіх жителів.
За віковим діапазоном населення розподілялося таким чином: 15,2 % — особи молодші 18 років, 63,1 % — особи у віці 18—64 років, 21,7 % — особи у віці 65 років та старші. Медіана віку мешканця становила 48,3 року. На 100 осіб жіночої статі у місті припадало 100,0 чоловіків;  на 100 жінок у віці від 18 років та старших — 95,0 чоловіків також старших 18 років.
За межею бідності перебувало 38,0 % осіб, у тому числі 56,3 % дітей у віці до 18 років та 7,4 % осіб у віці 65 років та старших.
Цивільне працевлаштоване населення становило 35 осіб. Основні галузі зайнятості: освіта, охорона здоров'я та соціальна допомога — 40,0 %, виробництво — 34,3 %, мистецтво, розваги та відпочинок — 20,0 %.